# Gunnel Steinby
Gunnel Alexandra Steinby, född Waselius 29 september 1909 i Björneborg, död 9 september 1982 i Helsingfors, var en finlandssvensk författare och pedagog. Hon var gift med historikern och chefredaktören Torsten Steinby och mor till journalisten Ann-Gerd Steinby. Makarna Steinby spelade länge en central roll i det finlandssvenska kulturlivet.
Efter studentexamen 1927 vid Björneborgs svenska samskola bedrev hon akademiska studier och blev fil. mag. 1934. Hon arbetade som lärare i historia vid olika läroverk i Helsingfors och i Grankulla. Hon ledde också kurser i italienska, bland annat vid Helsingfors svenska arbetarinstitut.
Vid sidan av lärararbetet skrev Steinby kåserier, artiklar och bokrecensioner, framför allt i Hufvudstadsbladet. Från början av 70-talet ägnade hon sig åt sitt författarskap. Ett kulturhistoriskt viktigt arbete var hennes tvådelade biografi över författaren och naturvetenskapsmannen Guss Mattsson (1975–1976).
Hon utgav också de självbiografiska böckerna Under esplanadernas lönnar (1980) och Borta blånar bergen (1982, postumt). I Under esplanadernas lönnar berättar hon om sin barndom och ungdom i Björneborg med omnejd under den oroliga tid, då det självständiga Finland uppstod. Borta blånar bergen handlar om minnen från Steinbys långvariga vistelse i Italien tillsammans med maken.